# Angélica Bernal
María Angélica Bernal Villalobos (* 27. März 1995 in Bogotá) ist eine kolumbianische Rollstuhltennisspielerin.

## Karriere
Angélica Bernal leidet an Phokomelie und wurde ohne rechtes Bein geboren. Sie lernte im Alter von zwei Jahren mit einer Prothese Laufen. Mit elf Jahren kam sie zum Rollstuhltennis und brachte es 2011 auf den zweiten Platz der Juniorenweltrangliste.
Bei den Wimbledon Championships 2025 erreichte sie an der Seite von Ksénia Chasteau das Finale, die beiden mussten sich allerdings dem chinesischen Team Li Xiaohui und Wang Ziying geschlagen geben.
Bernal nahm viermal an Parapanamerikanschen Spielen Teil und errang dort insgesamt sieben Medaillen, ihr größter Erfolg war dabei der Gewinn der Einzel-Goldmedaille 2019 in Lima.
Auch an Paralympischen Spielen nahm sie viermal teil, dabei schied sie 2012, 2016 und 2021 bereits in der ersten Runde aus. Sie wurde 2024 in Paris der erste kolumbianische Athlet, der bei paralympischen Rollstuhltenniswettbewerben ein Spiel im Einzel gewinnen konnte und scheiterte nach zwei Siegen im Viertelfinale an Wang Ziying.
In Bogotá leitet sie die Rollstuhltennisschule Semillas sin Barreras.

## Leistungsbilanz bei den Grand-Slam-Turnieren

### Einzel
| Turnier         | 2020 | 2021 | 2022 | 2023 | 2024 | 2025 | Karriere |
| --------------- | ---- | ---- | ---- | ---- | ---- | ---- | -------- |
| Australian Open | –    | VF   | –    | 1    | 1    | VF   | VF       |
| French Open     | –    | VF   | VF   | 1    | 1    | 1    | VF       |
| Wimbledon       |      | VF   | –    | –    | 1    | 1    | VF       |
| US Open         | HF   | VF   | 1    | VF   |      |      | HF       |

### Doppel
| Turnier         | 2020 | 2021 | 2022 | 2023 | 2024 | 2025 | Karriere |
| --------------- | ---- | ---- | ---- | ---- | ---- | ---- | -------- |
| Australian Open | –    | HF   | –    | VF   | HF   | VF   | HF       |
| French Open     | –    | HF   | VF   | VF   | VF   | VF   | HF       |
| Wimbledon       |      | HF   | –    | –    | 1    | F    | F        |
| US Open         | HF   | HF   | VF   | VF   |      |      | HF       |

Zeichenerklärung: S = Turniersieg; F, HF, VF, AF = Einzug ins Finale / Halbfinale / Viertelfinale / Achtelfinale; 1, 2, 3 = Ausscheiden in der 1. / 2. / 3. Hauptrunde; nicht ausgetragen